# Rudolf Schadow

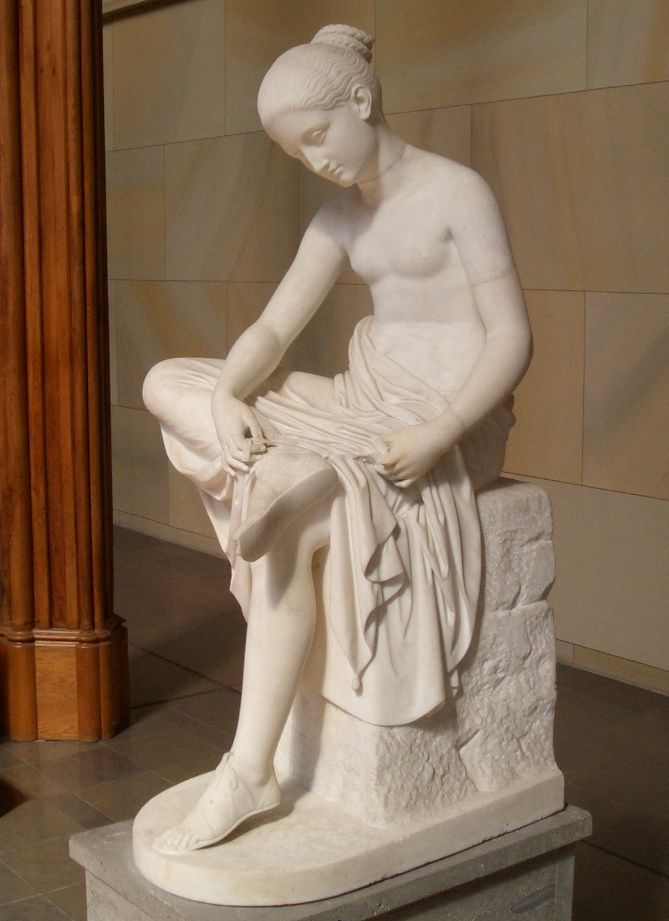
Sandalbinderskan, marmor, 1817

Karl Zeno Rudolf (Ridolfo) Schadow, född 9 juli 1786 i Rom, död där 31 januari  1822, var en tysk skulptör, son till Johann Gottfried Schadow, bror till Friedrich Wilhelm von Schadow. 
Schadow studerade för sin far och från 1810 i födelsestaden Rom för Bertel Thorvaldsen och Antonio Canova. Han vann uppmärksamhet med en Paris och beröm med Sandalbinderskan och Spinnerskan, som han utförde i flera exemplar. Bland hans verk finns även en Diskuskastare samt gruppen Akilles med Penthesileas lik (i kolossalformat), som efter konstnärens död fullbordades av Emil Wolff. Schadows sista verk beställdes av Fredrik Vilhelm III av Preussen.